# Ikpeng
Die Ikpeng (auch Txicão) sind ein indigener Indianer-Stamm, der in der zentralbrasilianischen Region Alto Xingu im brasilianischen Teil des Amazonasbeckens lebt, im Parque Indígena do Xingu im Mato Grosso.
Die Sprache der Ikpeng gehört zu den karibischen Sprachen.